# Båtmagasinet på Rindö
Båtmagasinet på Rindö är en magasinslokal på Rindö utanför Vaxholm, som tillhör Sjöhistoriska museet.
Båtmagasinet är inrymt i en tidigare militär förrådsbyggnad vid Oskar-Fredriksborgs fästning, som lokalt kallas "Kalsongförrådet". Båtsamlingen flyttades dit 2018 från Båthall 2 på Södra Djurgården i Stockholm. I båtmagasinet, som är öppet för allmänheten ett antal helger per år, visas upp ett 60-tal originalbåtar varav de äldsta är Gustav III:s slupar Galten och Delfinen från 1780-talet. Dessutom förvarar Sjöhistoriska Museet sin stora samling av gamla båtmotorer i magasinet.

## Bildgalleri

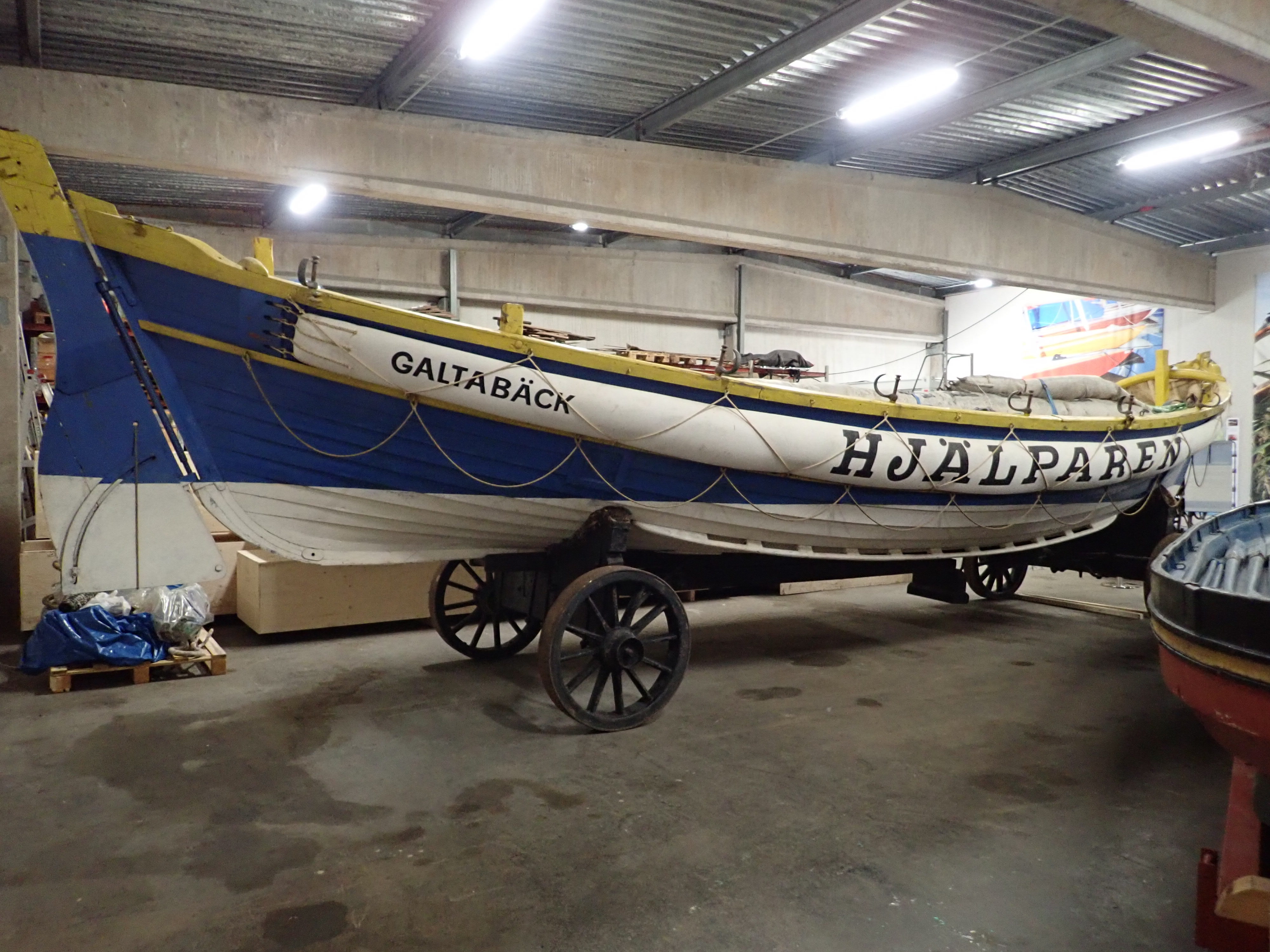
Hjälparen, den näst äldsta livräddningsbåten i Sverige
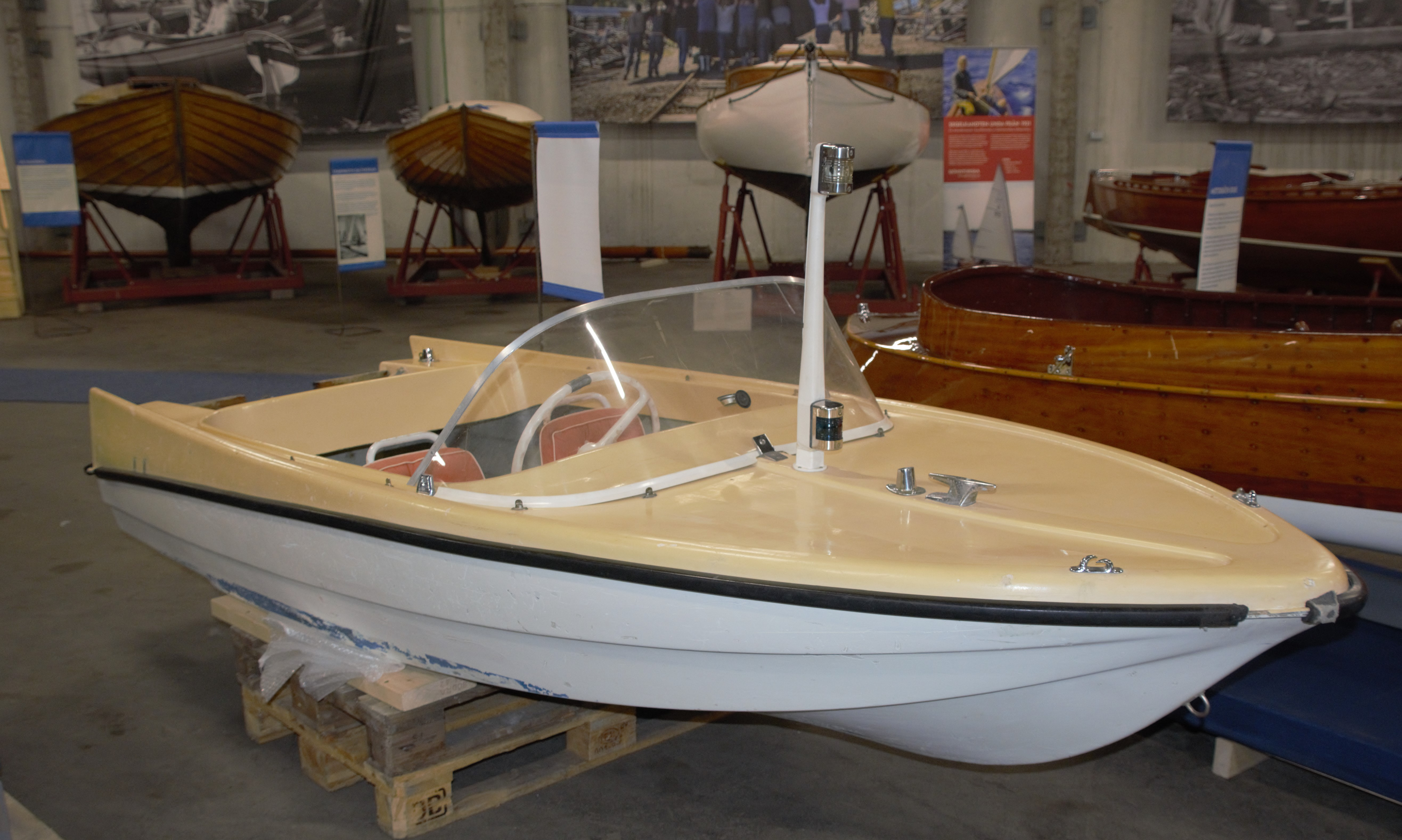
Flygfisken, typbåt i glasfiberarmerad plast från omkring 1960, ritad av Olle Enderlein
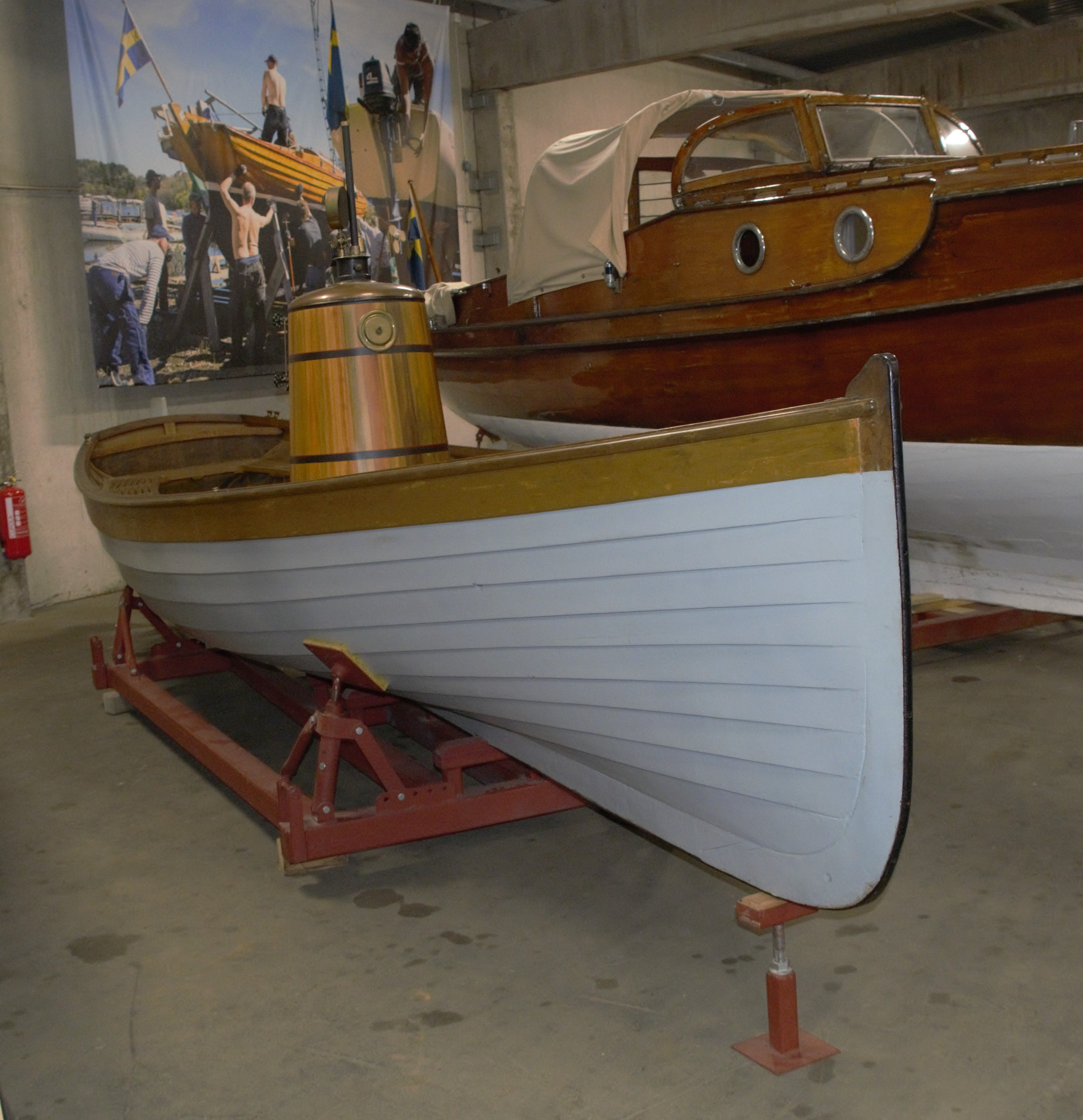
Kolibribåt från sekelskiftet 1800/1900
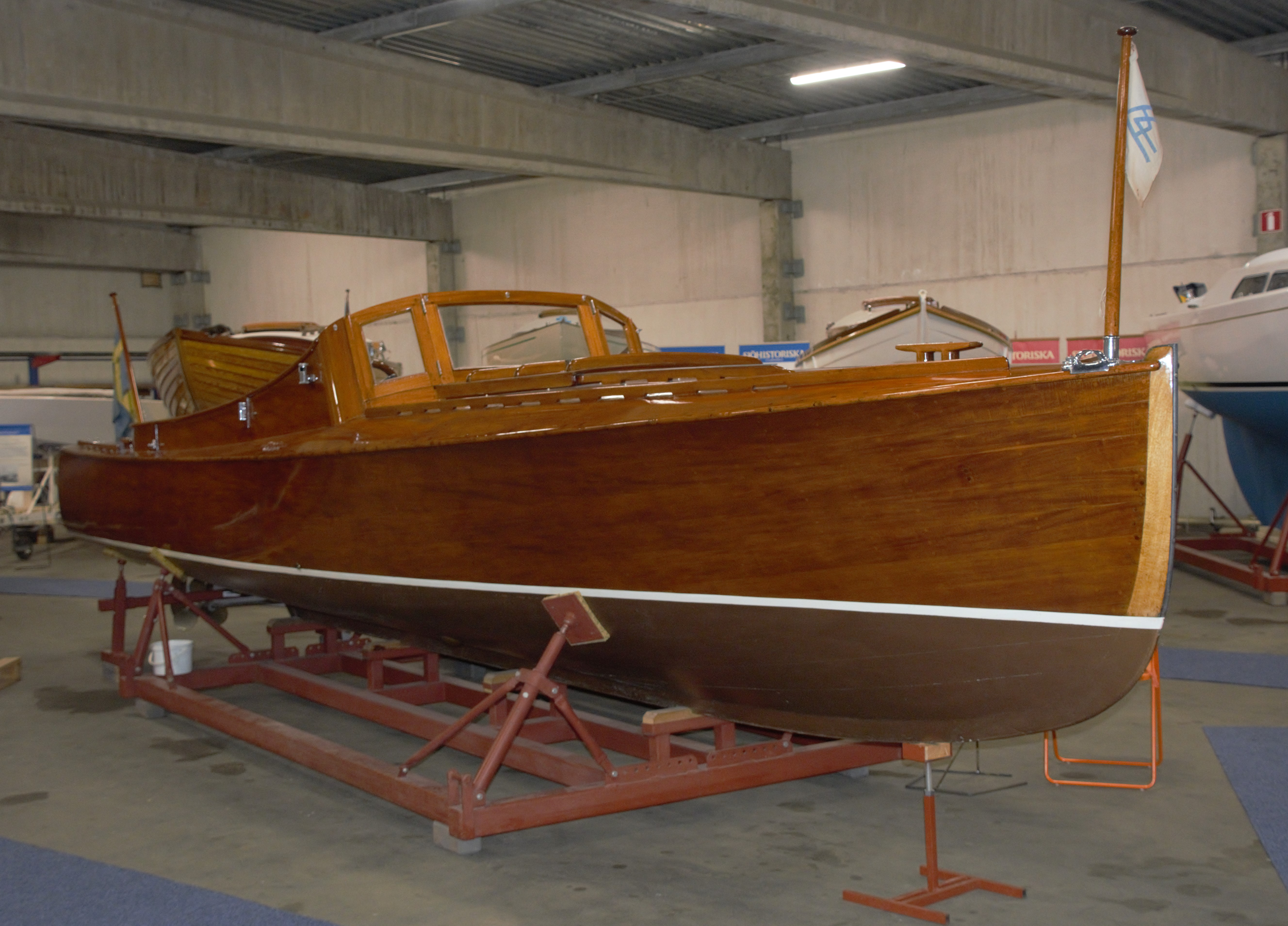
M/Y Aavor, ritad av Henning Forslund, konstruerad av Carl Albert Fagerman vid Nya Bolaget Sjöexpress
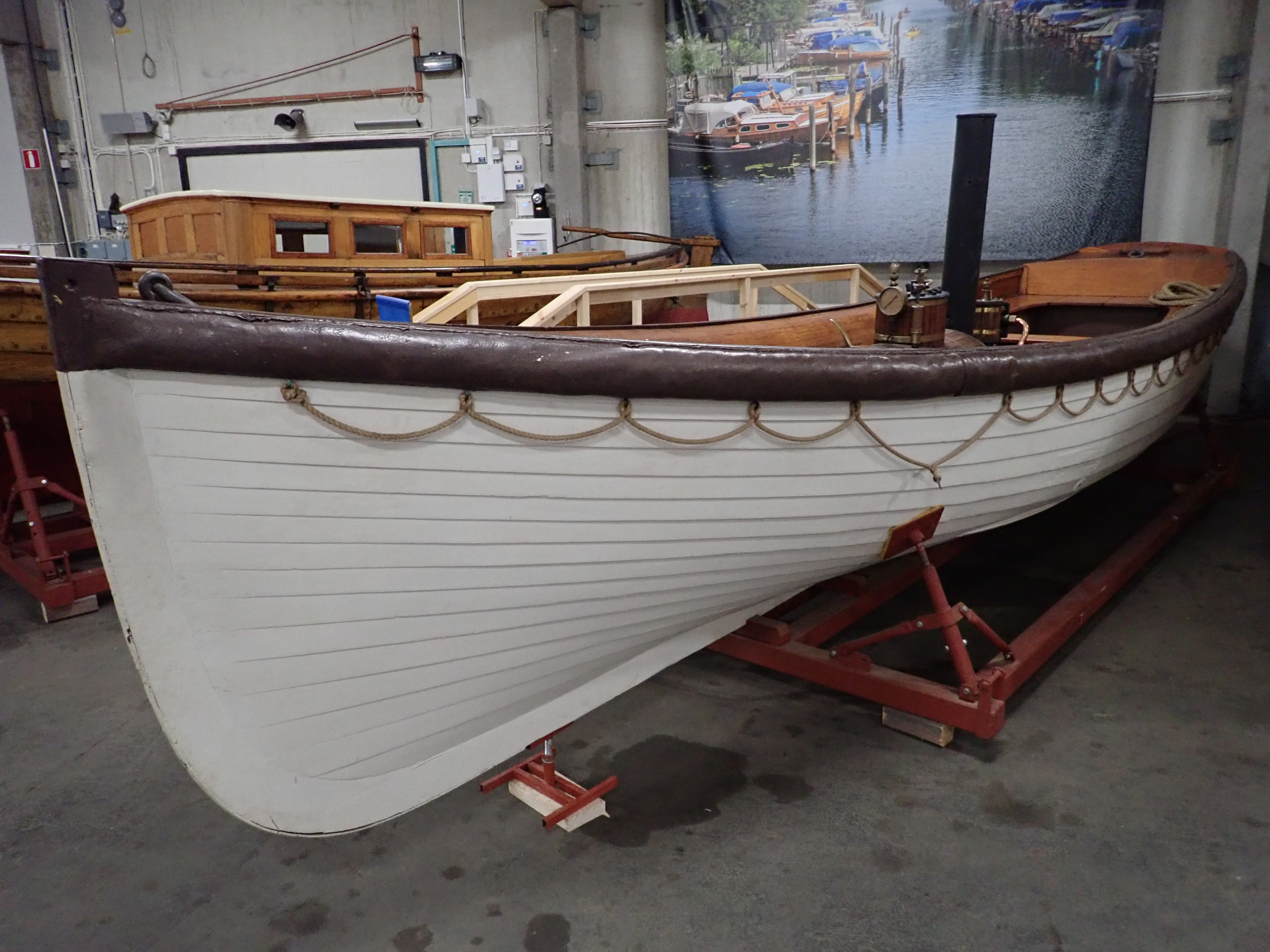
S/S Vegas ångslup, 1872
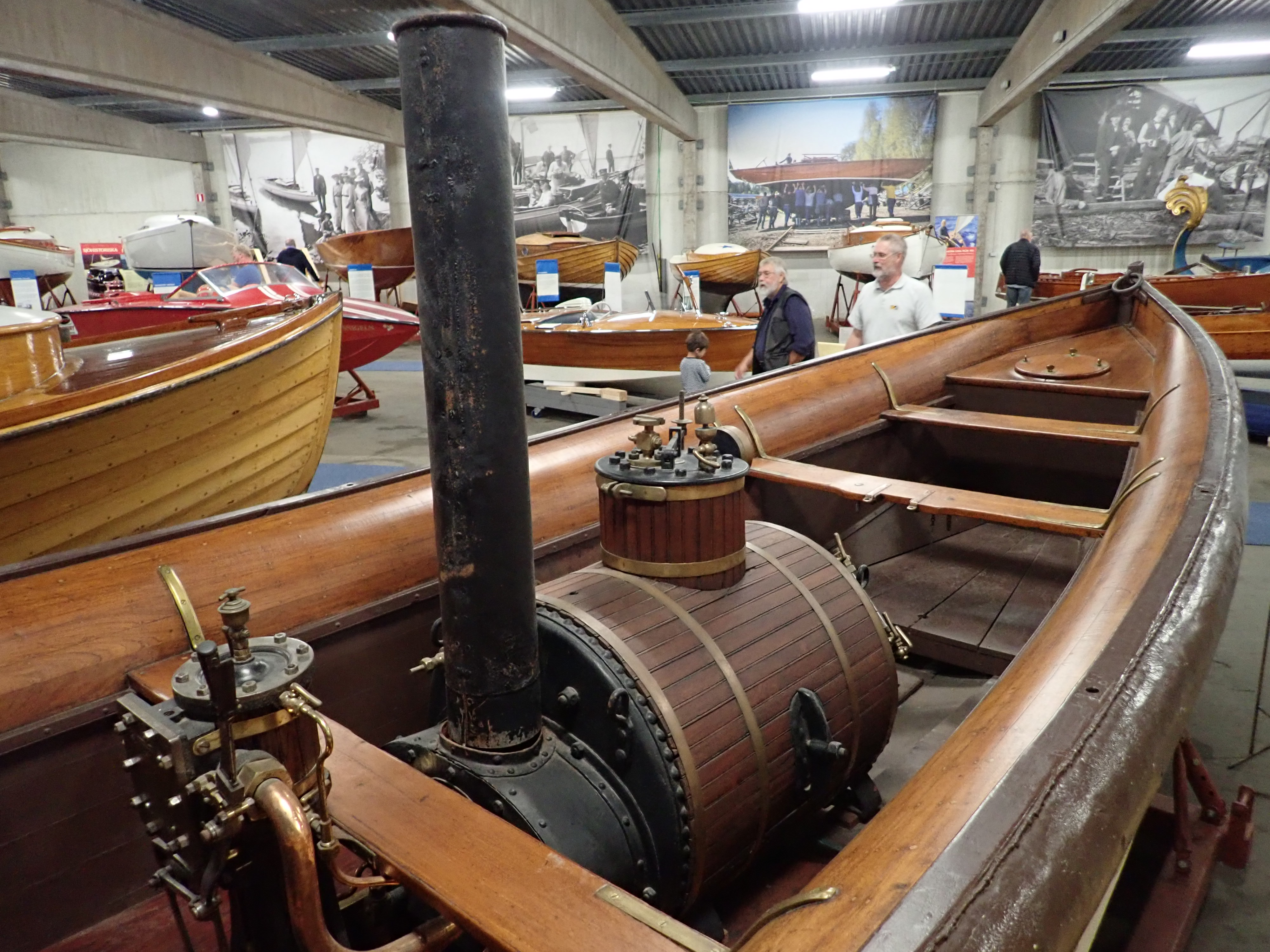
Maskinen på S/S Vegas ångslup
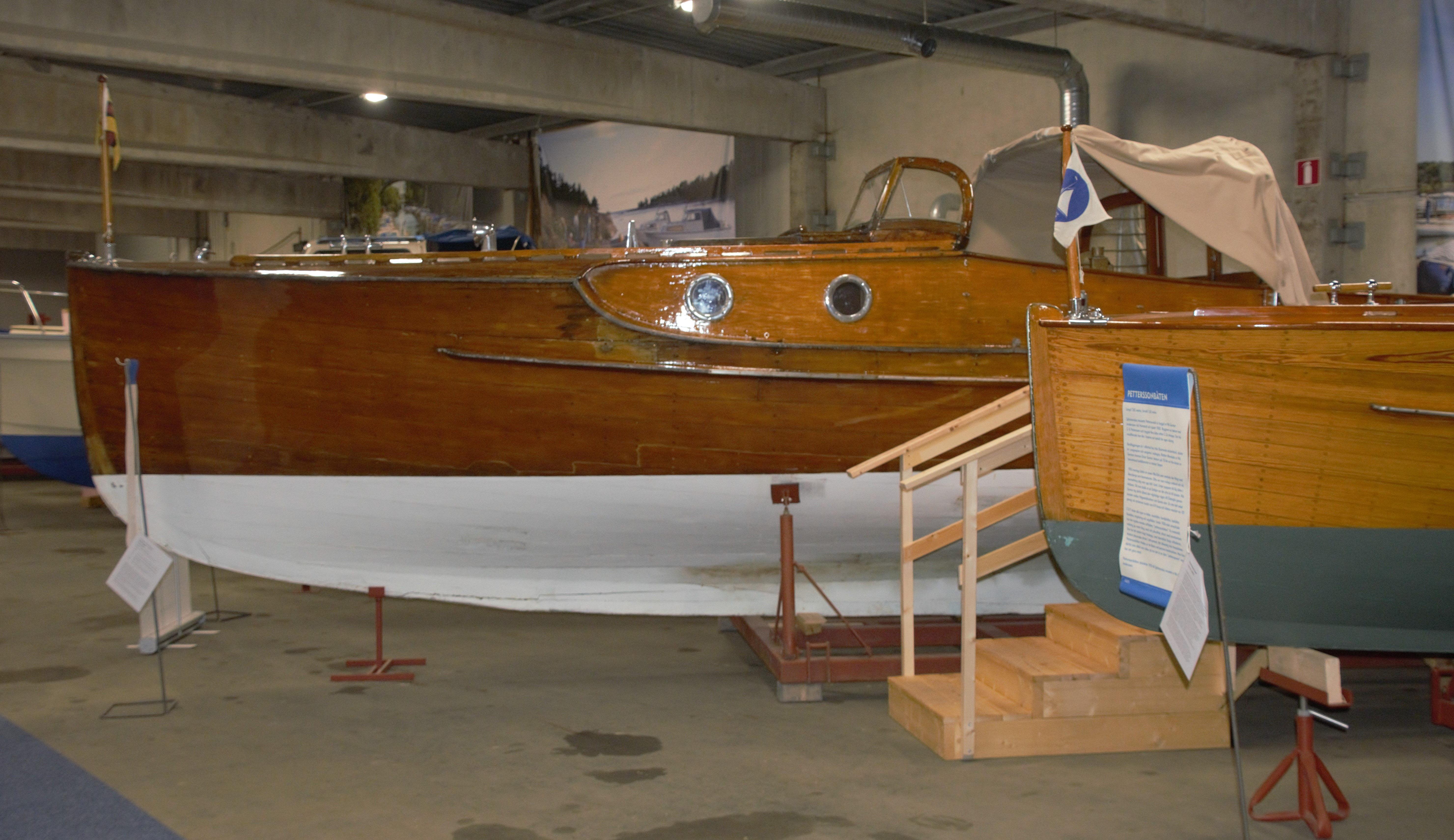
Wiking X, ritad av C.G. Pettersson
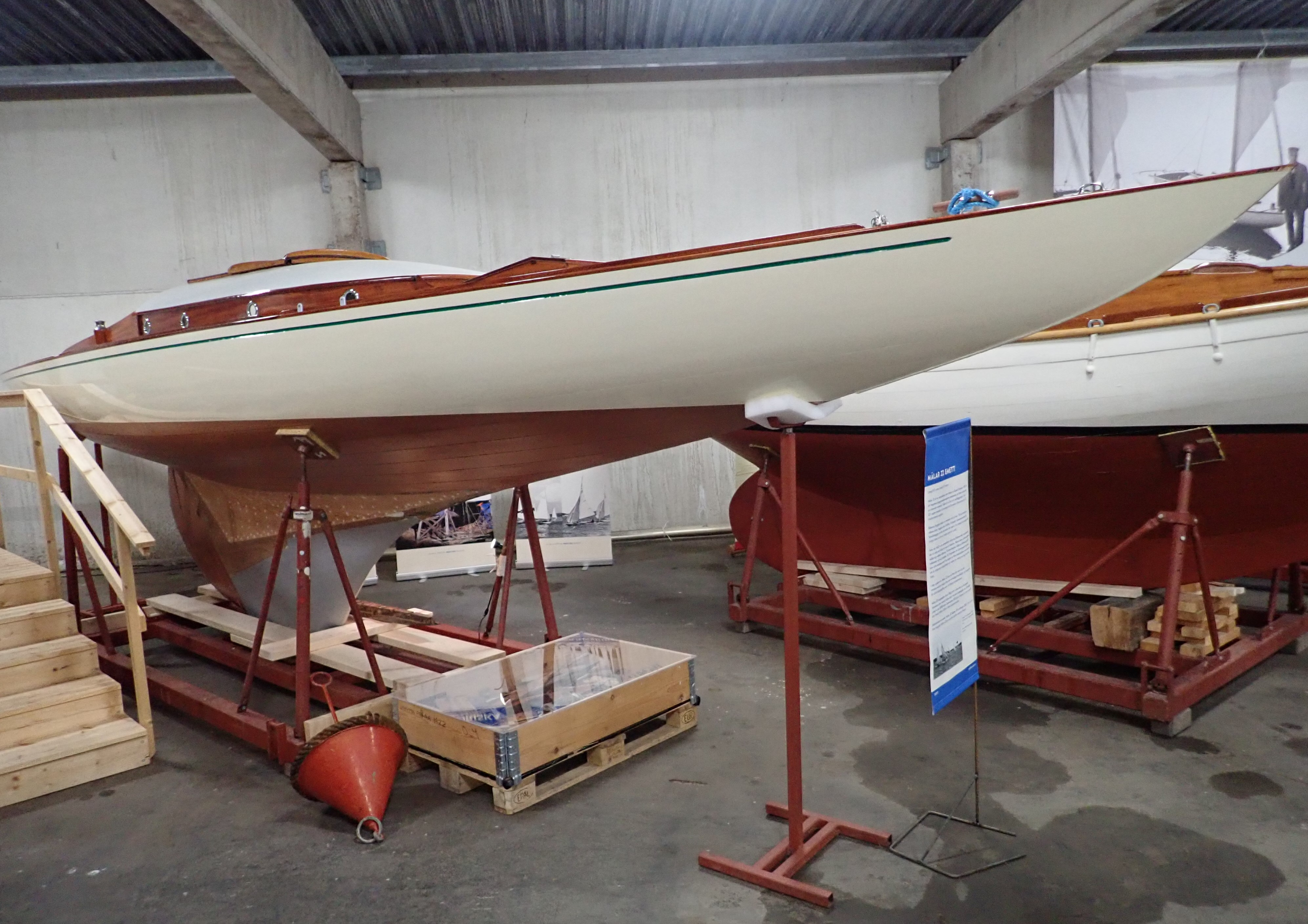
Det förstbyggda exemplaret av entypsbåten Mälar 22, ritad av Gustaf Estlander 1929
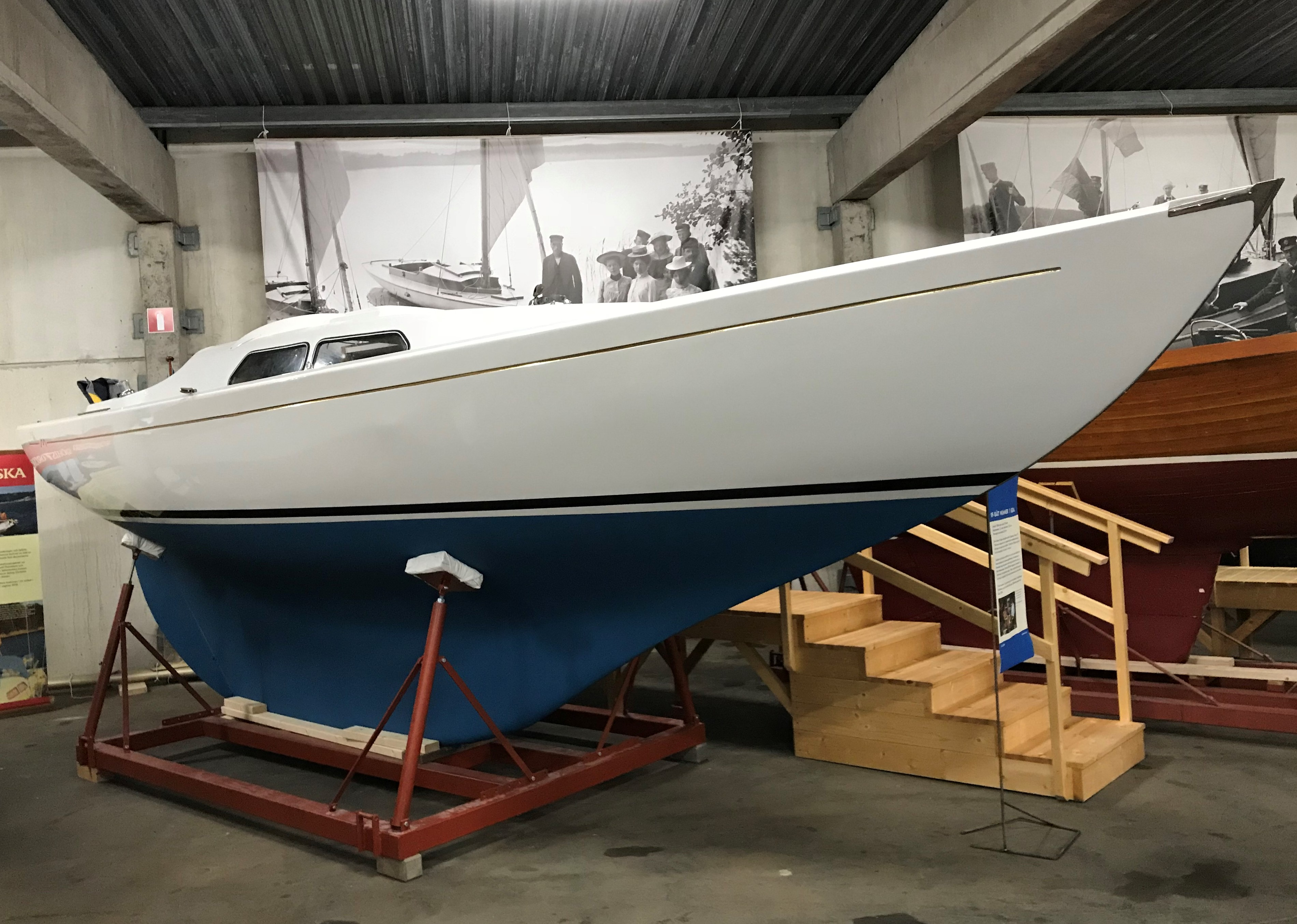
Det förstbyggda exemplaret av IF-båt, ritat av Tord Sundén 1966
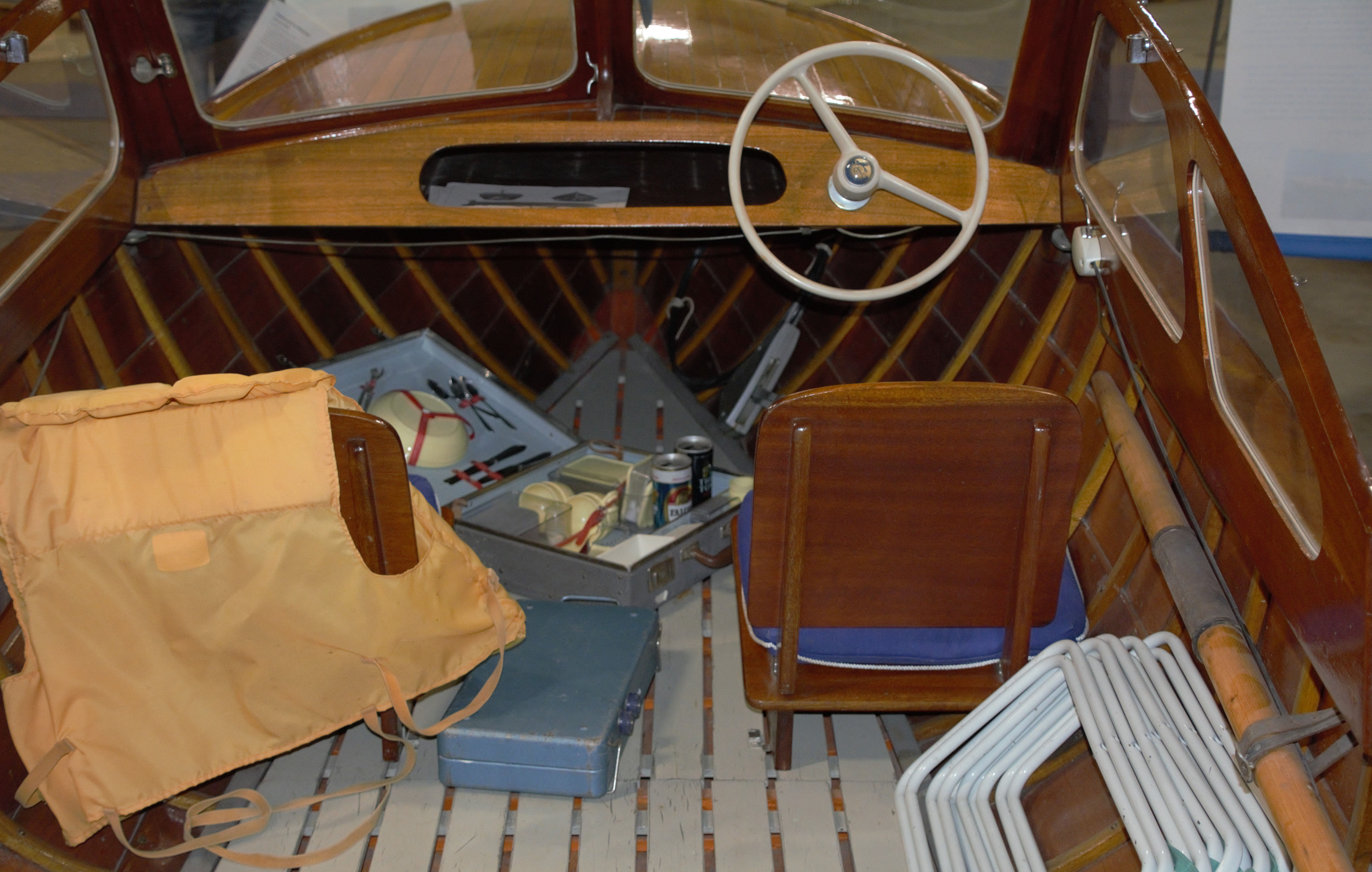
Interiör av campingbåt
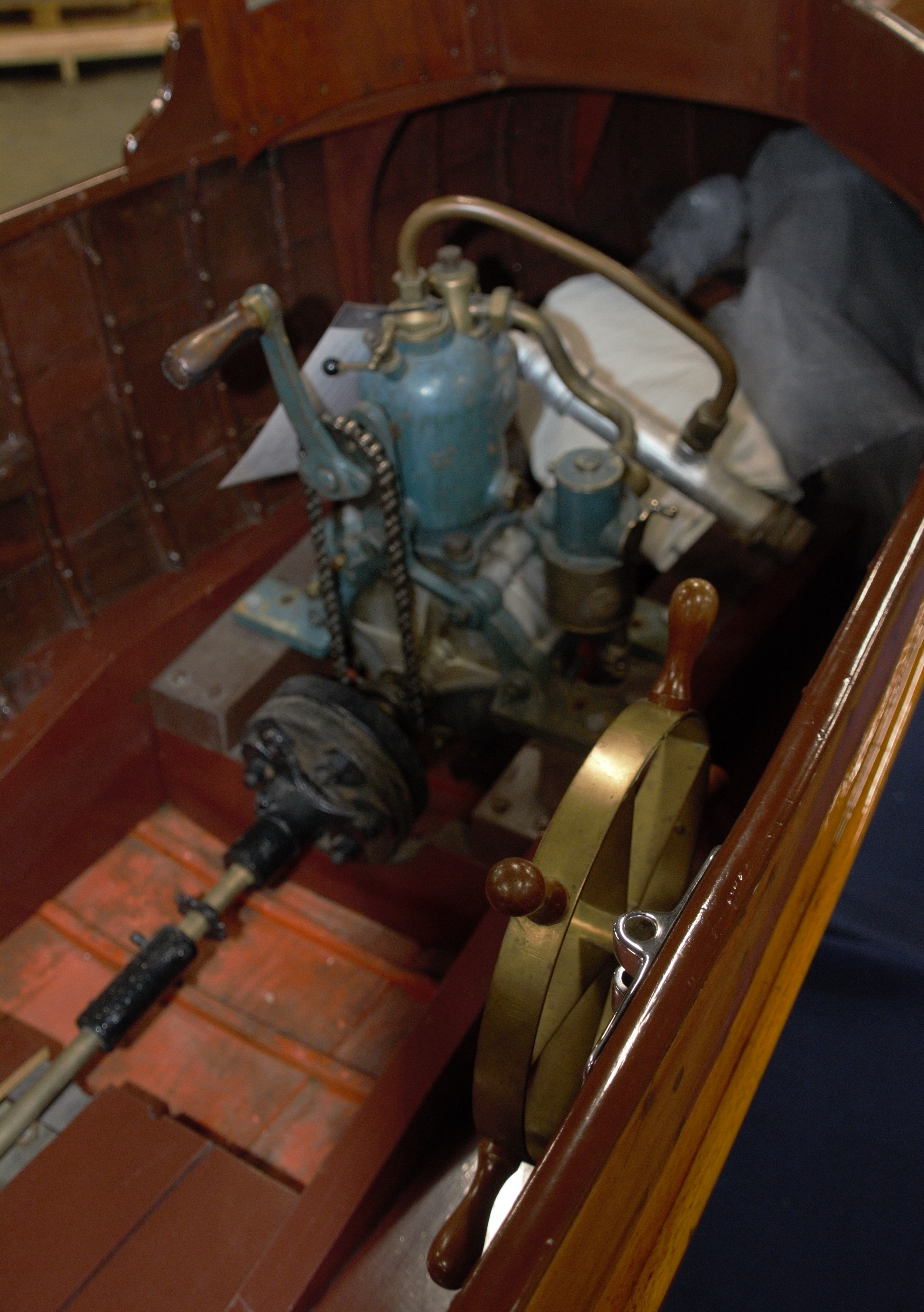
De Dion-Bouton